# Maua (Jena)
Maua ist ein Ortsteil der Universitätsstadt Jena in Thüringen.

## Lage
Der Ortsteil liegt südlich der Stadt Jena und direkt südlich an der Anschlussstelle der Bundesstraße 88 zur Bundesautobahn 4 in der Saaleniederung westlich der Saale. Das Dorf ist in Ober- und Unterdorf gegliedert. Die Bundesstraße 88 teilt den Ort.

## Geschichte
Das Dorf gab es schon im 13. Jahrhundert. Wolfgang Kahl recherchierte im UB I 8 der Stadt Jena für Maua (Mowe) den 24. Juli 1259 als Tag der Ersterwähnung. Die älteste Überlieferung von Hofbesitzern stammt aus der Zeit von 1421 bis 1425. Das Oberdorf wurde erst zu Zeiten des Zweiten Weltkrieges errichtet und bestand aus Unterkünften für die Menschen, die ihre Häuser verloren hatten.
Die Wassermühle im Leutratal wurde 1517 erstmals erwähnt. 14 Generationen lang bis 1976 war sie im Besitz der Familie Letsch. 1783 hat Goethe die Mühle besichtigt.
Am 29. Mai 1613, dem Tag der Thüringer Sintflut, verlor das Dorf 26 Personen; 16 Häuser wurden zerstört.
Am 11. Oktober 1806, 4 Tage vor der Schlacht mit Napoleon, kam ein Regiment preußischer Husaren aus dem Gefecht bei Saalfeld zurück. In jedem Haus des Dorfes wurden 40–60 Mann einquartiert. Im Dorf wurden an diesem Tag 108 Schafe geschlachtet.
Am östlichen Ortsrand fließt die Saale. Bei Maua mündet der Bach Leutra, der seine Quelle bei Milda hat, in die Saale.
Der 3,36 km² große Ort wurde im Jahr 1994 nach Jena eingemeindet.

## Sehenswürdigkeiten

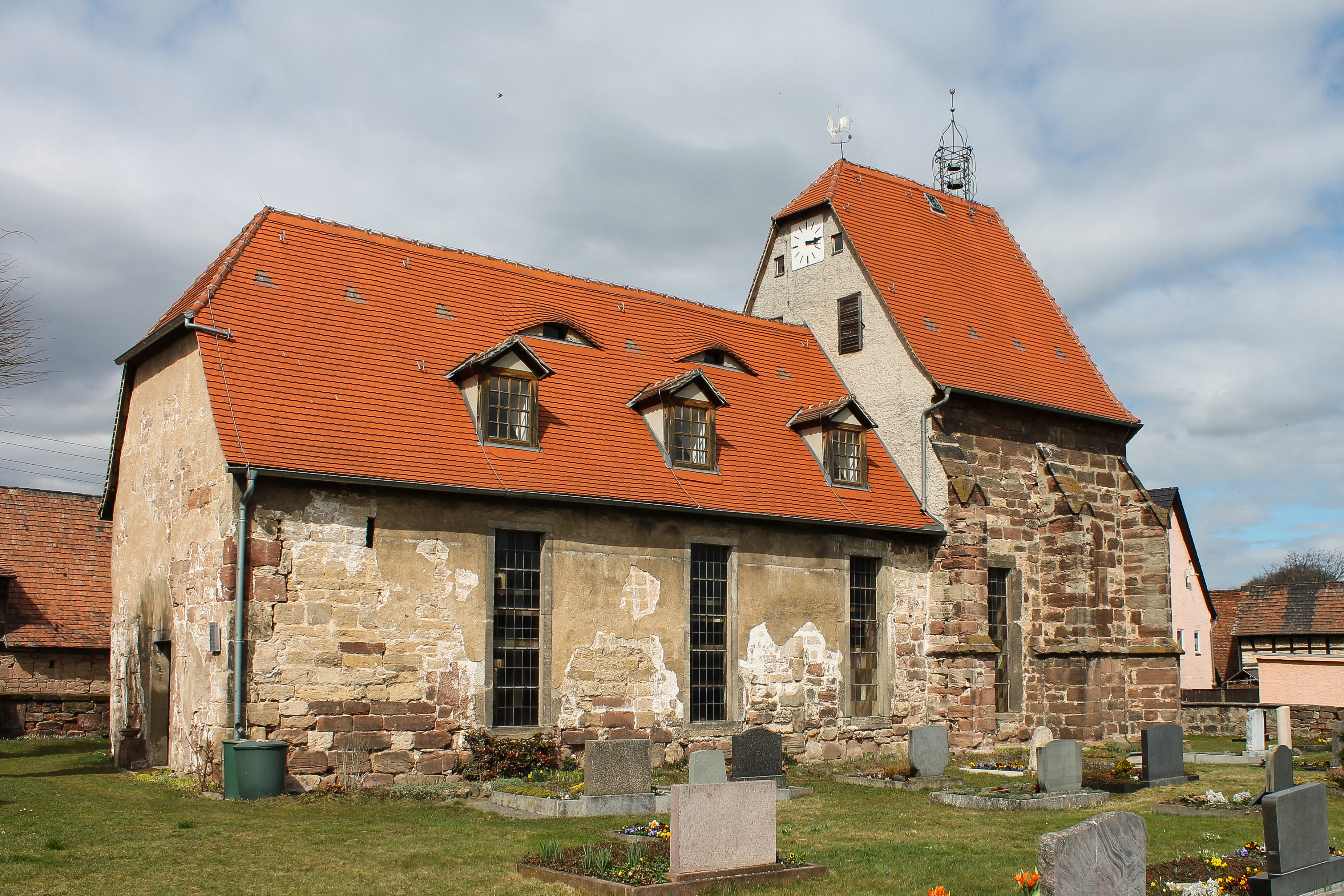
St. Laurentius

- Kirche St. Laurentius: Eine romanische Vorgängerkirche wurde 1450 im Sächsischen Bruderkrieg zerstört. 1468 errichtete man den Chor und stellte das Langhaus unter Einbeziehung erhaltener Reste wieder her. 1640 wurde die Kirche im Dreißigjährigen Krieg bei einem Dorfbrand beschädigt und anschließend wiederaufgebaut. 1819 erfolgte eine Innenrenovierung des Langhauses, der Einbau von Doppelemporen und eines Kanzelaltars (1934 farbig gefasst). Selten ist das barocke Schlagwerk auf dem Dach.[6] Die Kirche verfügt über ein dreiteiliges Geläut, das ursprünglich bis 1942 bestand, als zwei Glocken kriegsbedingt requiriert wurden. Die große Glocke wurde nicht wieder zurückgebracht, die kleinste wurde im 2022 entfernt, da auf ihr ein Hakenkreuz und eine Widmung an Adolf Hitler zu sehen sind. Durch Spenden wurde das dreiteilige Geläut danach wieder hergestellt.[7][8]
- Aussichtspunkt Rabenschüssel

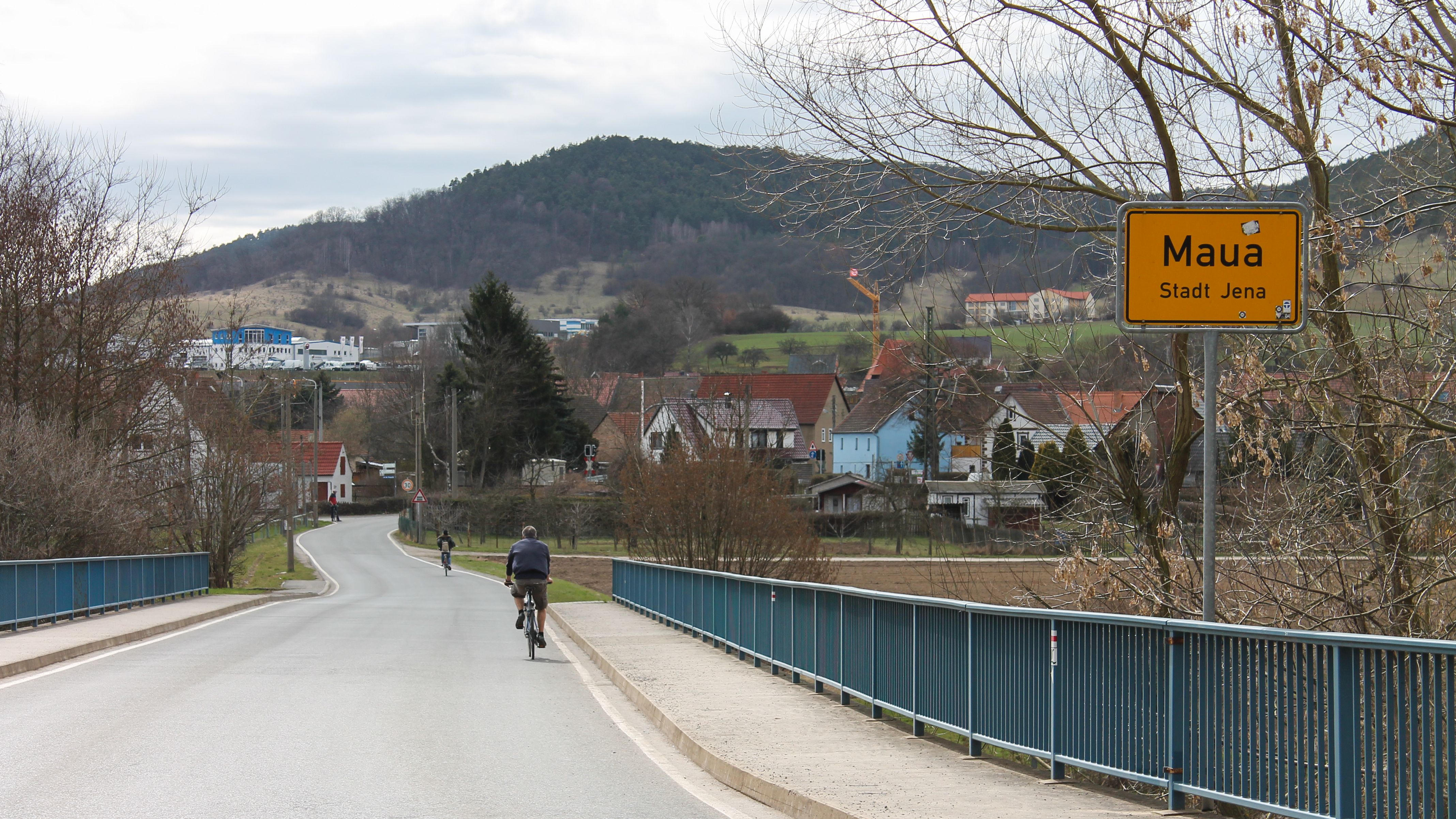
Ortseingang
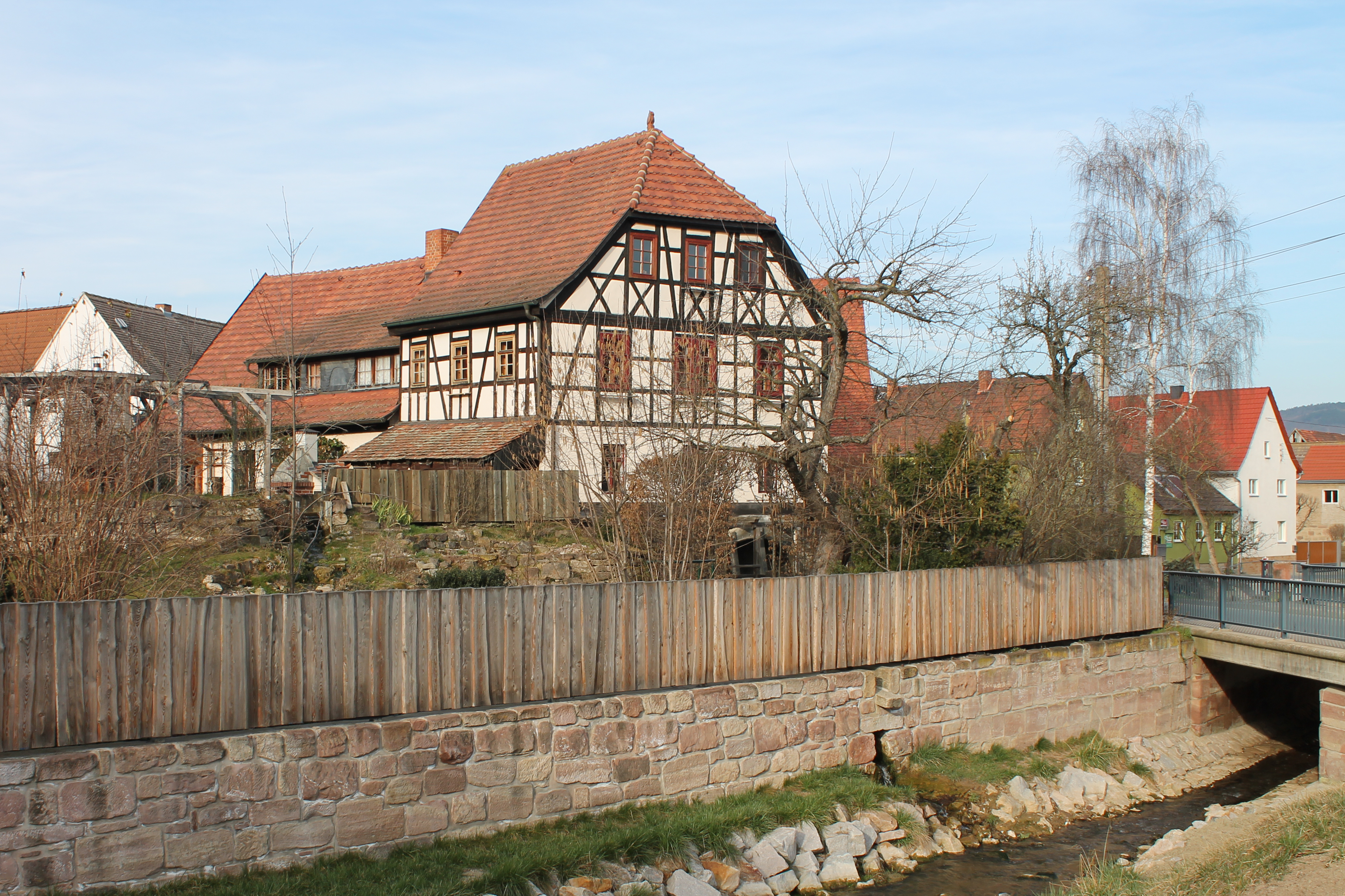
Alte Mühle
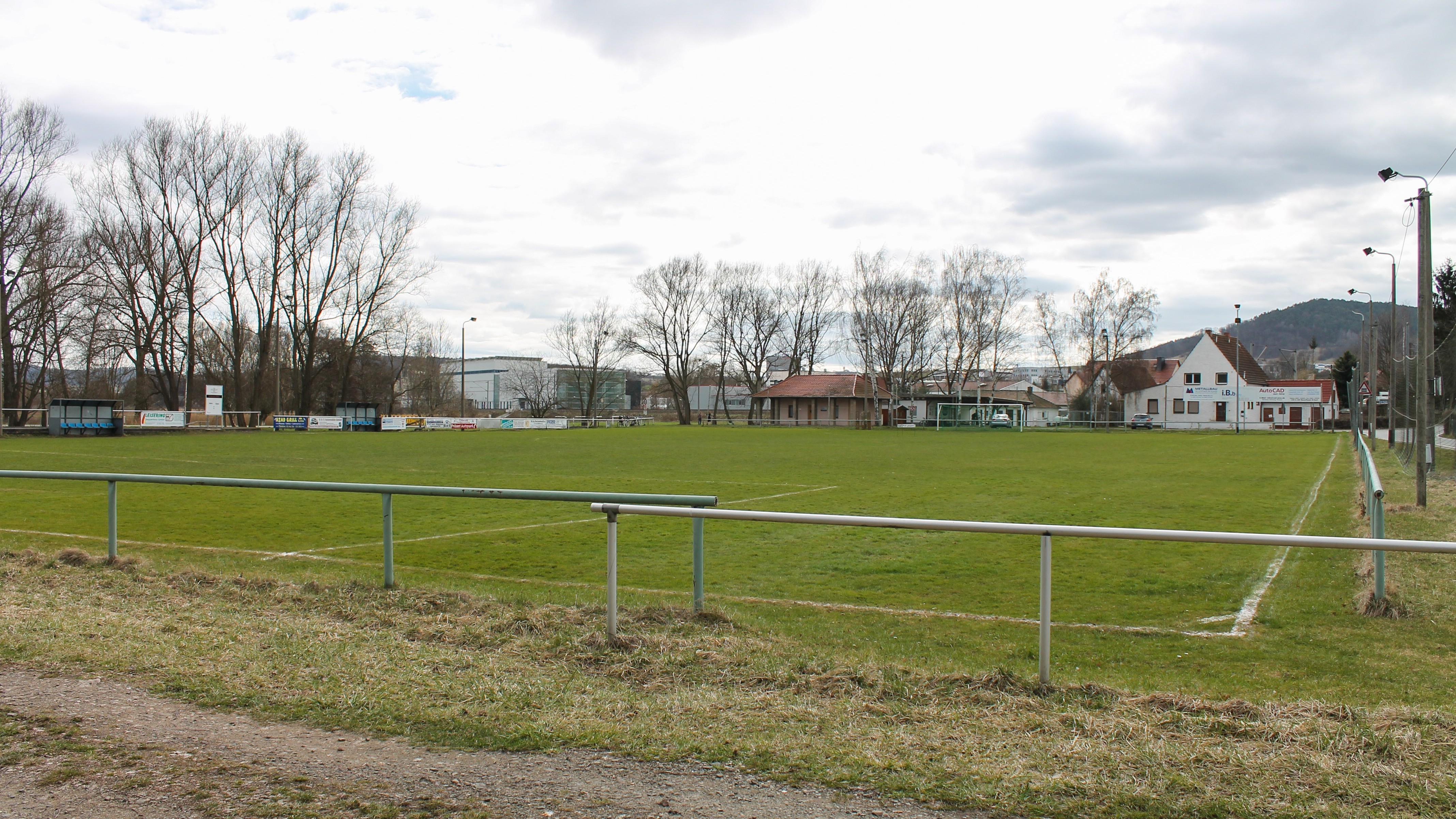
Sportplatz
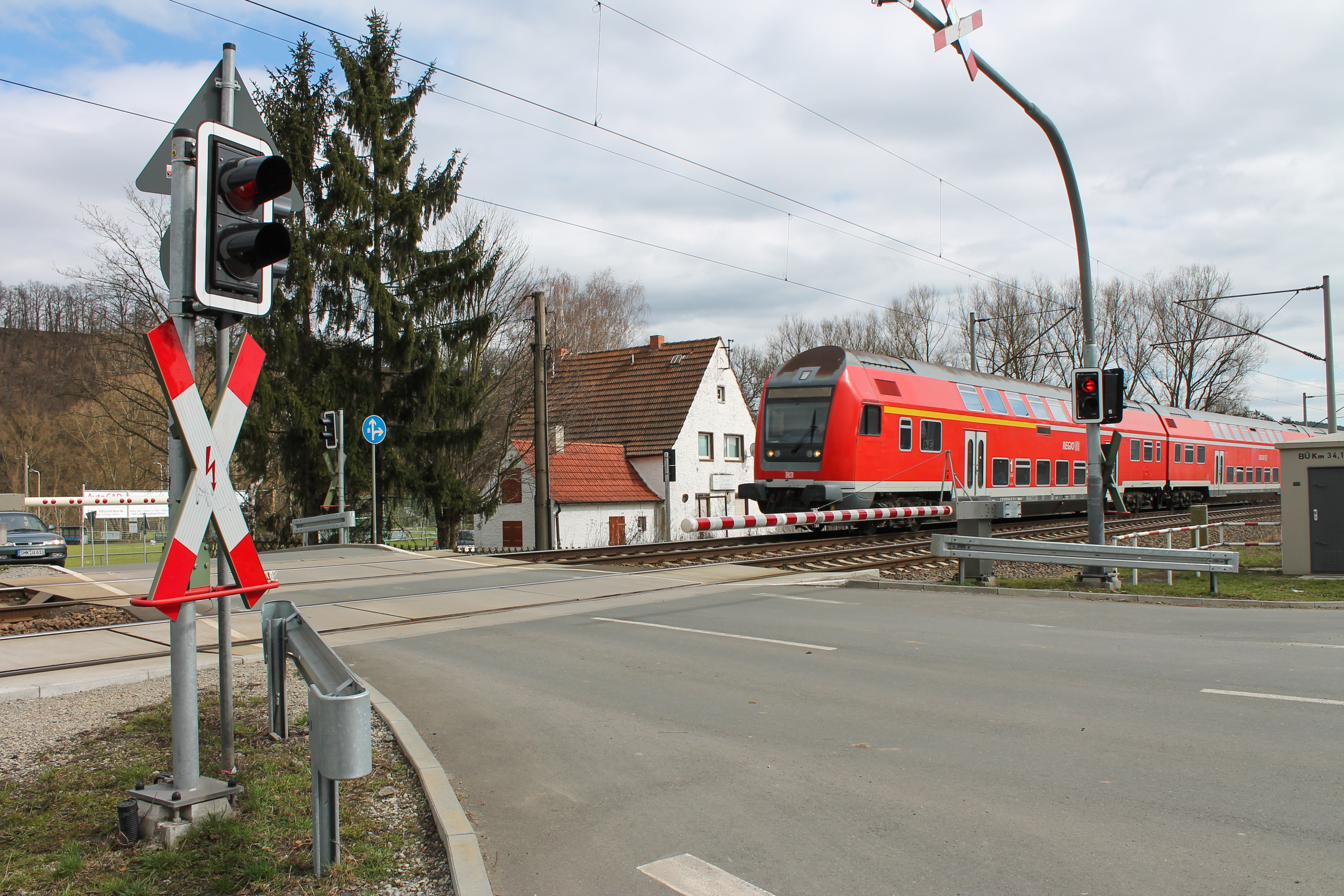
Bahnübergang

## Vereine
- SV Kickers Maua e. V.[9]
- Feuerwehrverein Maua e. V.
- Verein zur Förderung der St.-Laurentius-Kirche zu Maua e. V.